# Albert-Einstein-Schule Laatzen
Die Albert-Einstein-Schule Laatzen (AES) ist eine kooperative Gesamtschule in der Stadt Laatzen in der Region Hannover. Zum Schuljahr 2023/2024 wird die Schule von 1638 Schülern besucht. An der offenen Ganztagsschule werden Schüler des Hauptschulzweigs, Realschulzweigs, sowie des Gymnasialzweigs mit gymnasialer Oberstufe unterrichtet. Den Schülern werden unterschiedliche Profile angeboten.

## Geschichte
Mit der Schulgründung 1975 bekam die Stadt Laatzen ihre erste Weiterführende Schule. Als Deonom wurde der Wissenschaftler und Pazifist Albert Einstein gewählt. Das nahegelegene Erich-Kästner-Gymnasium, mit dem die AES kooperiert, kam einige Jahre später als zweite weiterführende Schule Laatzens hinzu. Bauliche Maßnahmen erweiterten die AES über die Jahre auf ihr jetziges Ausmaß. Im Jahr 2016 feierte die Schule ihr 40-jähriges Bestehen.

## Ganztagsschule
Schülern der AES stehen mit dem Konzept der offenen Ganztagsschule an den Nachmittagen knapp 50 verschiedene Arbeitsgemeinschaften (AGs), Sport- und Freizeitangebote, sowie eine Hausaufgabenhilfe zur Verfügung. Weiterhin gibt es eine Schülerbücherei mit Computern und einen Freizeitraum. Die Angebote setzen sich aus der Breite unterrichteten Fachbereiche zur Verfügung und gehen teils darüber hinaus. Eigens hierfür zuständige Lehrkräfte unterstützt durch FSJ-ler, bzw. Teilnehmer am Bundesfreiwilligendienst, sowie ehrenamtlich Arbeitende, koordinieren und verwalten Angebote und Durchführung.

## Außerunterrichtliches
Es gibt Austauschprogramme mit und Schulfahrten in das Ausland, darunter Polen, Spanien und England. Für kulinarische Verpflegung sorgen zum einen die Schulmensa sowie das von Eltern organisierte Bistro. Zahlreiche und vielfältige Schulveranstaltungen wie Konzerte, Sportveranstaltungen, Wettkämpfe und Schulfeste bereichern die Vielfalt des Schullebens. Projekte im Bereich Wirtschaft, Politik und Gesellschaft stellen beispielsweise ein Management Information Game (MIG) in Zusammenarbeit mit der Firma Continental AG dar, das Projekt Europa Live in Zusammenarbeit mit der TUI-Stiftung in dessen Rahmen Schüler der AES beispielsweise mit dem niedersächsischen Ministerpräsidenten Stephan Weil über Politik in Europa diskutierten, oder dem Planspiel zur Kommunalpolitik Pimp your town.

## Sprachlernklassen
Seit 2010 werden in mittlerweile drei Sprachlernklassen Schüler unterrichtet, deren Sprachkenntnisse in Deutsch noch nicht für die Teilnahme am Regelunterricht ausreichen. Dieses Konzept wurde 2014 mit der Ausgabe Deutscher Sprachdiplome institutionalisiert. Einige Sprachdiplome gab die Niedersächsische Kultusministerin Frauke Heiligenstadt persönlich an Schüler der AES aus.

## Schulnetzwerk und Webportal
Neben einer breiten und relativ modernen technischen Ausstattung verfügt die AES über ein Schulnetzwerk. Dafür wird, wie von vielen Schulen in Niedersachsen, der Dienst IServ genutzt. Über diesen können Schüler und Lehrer beispielsweise Informationen online austauschen, E-Mails senden und empfangen, sowie sich über aktuelle Geschehnisse, sowie Unterrichtsvertretungen informieren.

## Auszeichnungen und Besonderheiten
- Profil „Discover the world“ als iPad-Klassen (seit 2019)
- Einsatz von iPads, Apple TVs und Monitoren (seit 2019)
- Sauberste Schule in der Region Hannover[10]
- Europaschule (seit 2016)[11]
- Sportfreundliche Schule (seit 2016)
- Deutsches Sprachdiplom (seit 2014)
- Referenzschule Filmbildung (seit 2014)[12]
- Abraham Plakette der Gesellschaft CJZ Hannover e.V. (2013)[13]
- MINT-Schule in Niedersachsen (seit 2012)
- JET-Schule (Jugend erforscht Technik) (seit 2012)
- Laatzener „Courage-Preis“ (2010)
- Schule ohne Rassismus – Schule mit Courage (seit 2005)
- Zertifikat „Berufswahl- und Ausbildungsfreundliche Schule“ seit 2002
- Teilnahme am Wettbewerb Jugend forscht

Des Weiteren verfügt die Schule über einen Förderkreis, Sozialpädagoginnen sowie Schulassistenten.
An der AES gibt es eine besondere Erinnerungskultur. Veranstaltungen und Ausstellungen zur Erinnerung an die Schreckensherrschaft zur Zeit des Nationalsozialismus finden, neben Besichtigungen des unweit gelegenen Konzentrationslagers Bergen-Belsen regelmäßig statt. So berichten Überlebende der Konzentrationslager, zwei Ehrenbürger der Stadt Laatzen, regelmäßig als Zeitzeugen über ihre Erfahrungen und Erlebnisse zu dieser Zeit. Auch Ausstellungen zum Thema finden statt.

## Bekannte Schüler
- Matthias Miersch (* 1968), Jurist und Mitglied des Deutschen Bundestages[15]
- Marcel Halstenberg (* 1991), Fußballspieler für Hannover 96[16]
- Benjamin Stolz (* 1988), deutscher Synchronsprecher